# Naja annulifera
La cobra hocicuda (Naja annulifera) es una especie de serpiente del género Naja, de la familia Elapidae.

## Hallazgo y distribución
La serpiente fue descrita por el naturalista alemán Peters en el año 1854, y se puede encontrar en los siguientes países africanos: Botsuana, Malaui, Mozambique, Sudáfrica, Suazilandia, Zambia y Zimbabue.

## Hábitat y características
Se trata de una especie de serpiente venenosa, de tipo neurotóxico, y de comportamiento agresivo que habita en la sabana y en zonas semi-rocosas. Esta cobra se alimenta de anfibios, pequeños mamíferos, aves y huevos.